# Johann Joseph Benet

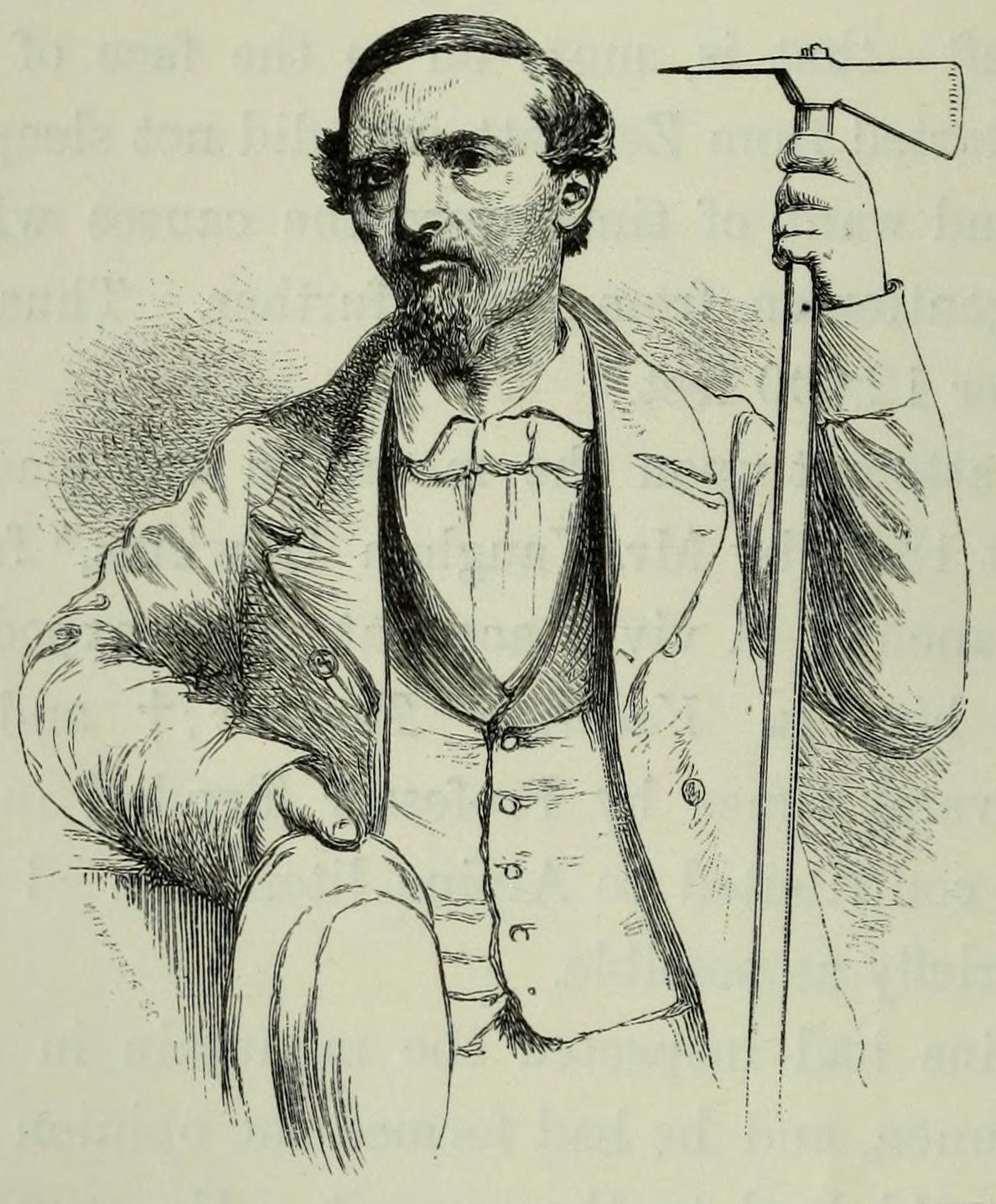
Johann Joseph Benet/Bennen (1862)

 Johann Joseph Benet (auch Bennen, * 11. November 1819 in Steinhaus, Kanton Wallis; † 28. Februar 1864 auf dem Berg Haut de Cry (2969 m)) war ein Schweizer Bergführer.

## Leben
Johann Joseph Benet wurde in Steinhaus im Schweizer Kanton Wallis geboren. Er wurde von seinem Freund John Tyndall auch «Bennen» genannt und aufgrund seines revolutionären Bergsteigerstils als «Garibaldi der Bergführer» bezeichnet. Johann Joseph Benet starb am 28. Februar 1864, als er am Haut-de-Cry, ein Berg im Unterwallis, von einem Schneebrett verschüttet wurde. Er wurde in Ernen beerdigt. Der Grabstein steht am unteren Ausgang des Friedhofs auf der rechten Seite.
Die Inschrift lautet: BERGFÜHRER JOHANN JOSEPH BENNEN, AUS LAX, GEBOREN 11. NOV. 1819, VERUNGLÜCKT 28. FEB. 1864, AM HAUT-DE-CRY, ERRICHTET VON, JOHN TYNDALL, F. VAUGHAN HAWKINS, UND F. F. TUCKETT, ERNEUERT VON, L. C. TYNDALL, 1902. Bei L. C. TYNDALL handelt es sich um Louisa Charlotte (Hamilton) Tyndall (1845 – 1940), die Ehefrau von John Tyndall.

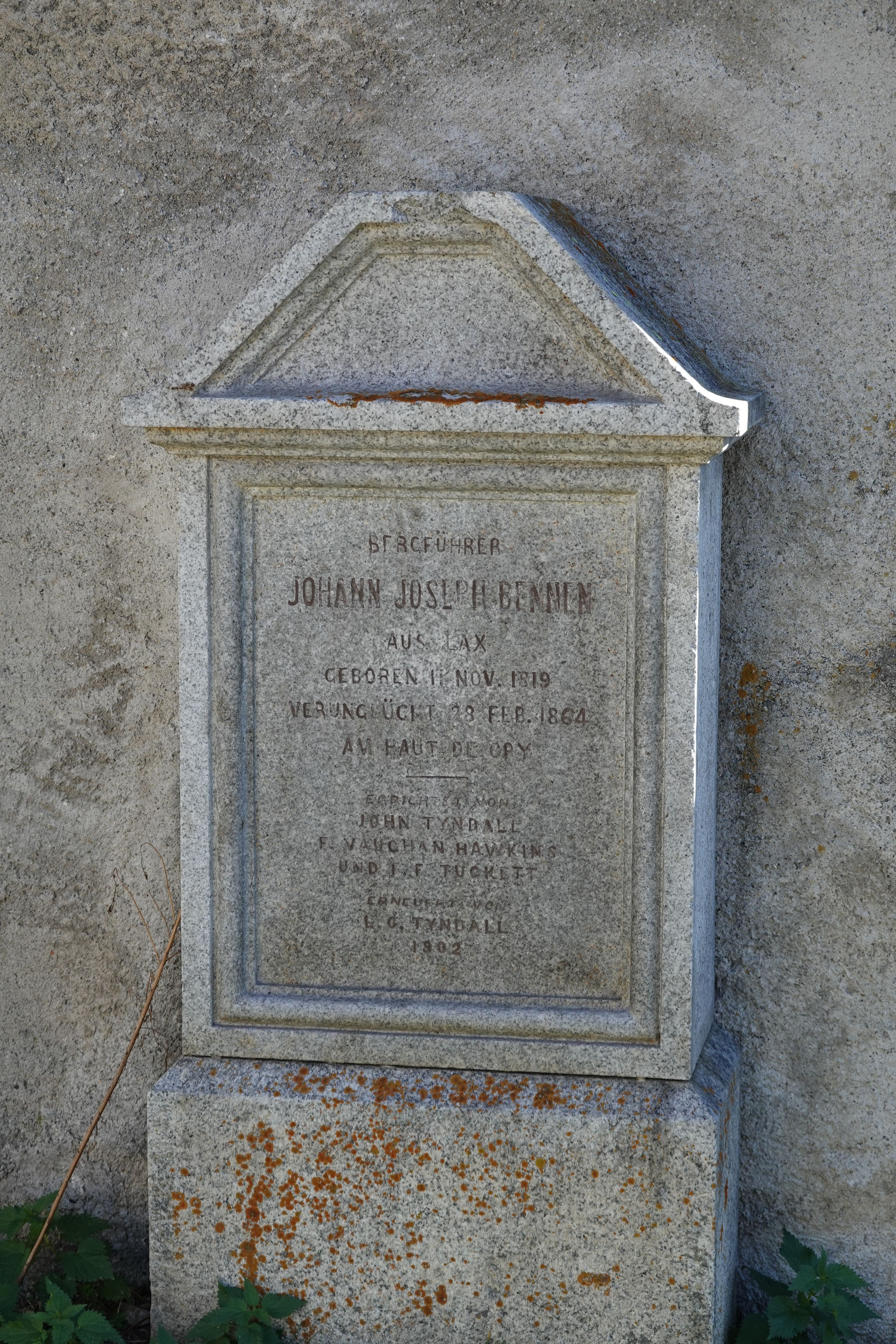
Grabstein von Johann Joseph Benet in Ernen, VS
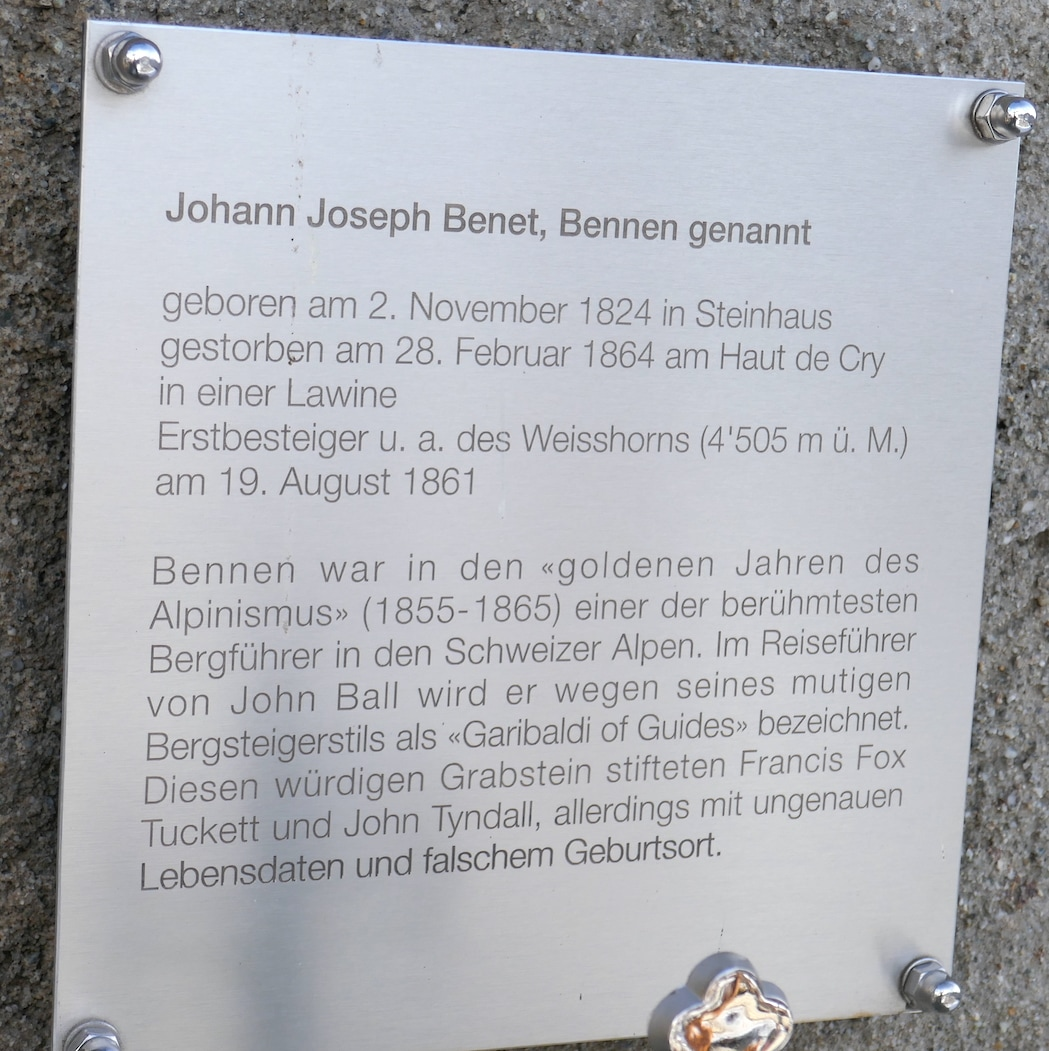
Tafel am Grabstein

## Erstbegehungen
- 18. Juni 1859: Erstbesteigung des Aletschhorns mit Peter Bohren (Führer), Victor Tairraz (Führer) und dem Gast Francis Fox Tuckett
- 18. Juli 1861: Erstbegehung des heutigen Normalwegs auf den Mont Blanc (4810 m) mit Melchior Anderegg (Führer) sowie Peter Perren (Führer) und den Gästen Leslie Stephen und Francis Fox Tuckett
- 19. August 1861: Erstbesteigung des Weisshorns mit Ulrich Wenger (Führer) und dem Gast John Tyndall
- 1862 erstieg John Tyndall mit den Führern Johann Joseph Benet, Anton Walter, Jean-Jacques und Jean-Antoine Carrel erstmals die Südwestschulter des Matterhorns, den heutigen Pic Tyndall.